# Андра
Андра́ (рос. Андра) — селище міського типу у складі Октябрського району Ханти-Мансійського автономного округу Тюменської області, Росія. Адміністративний центр та єдиний населений пункт Андринського міського поселення.
Населення — 1529 осіб (2017, 1830 у 2010, 1974 у 2002).

## Географія
Андра розташована на правому березі річки Об, у північно-західній частині Ханти-Мансійського автономного округу, у центральній частині Октябрського району, за 15 км на північний-захід (вниз за течією річки Об) від адміністративного центру району Октябрське.
Найближча залізнична станція «Приоб'є», залізничної лінії Івдель — Приоб'є знаходиться за 50 км — автошляхом, і за 15 км — фізична відстань.

## Історія
- 1933 — селище засновано спецпереселенцями
- 1966 — селище прийшло до занепаду та перестало існувати
- 1982 — в районі нинішнього селища розпочато будівництво компресорної станції «Октябрська», відновлення селища
- 1984 — поселення одержало статус селища міського типу